# کیمیوشی یاسودا
کیمیوشی یاسودا (به انگلیسی: Kimiyoshi Yasuda) کارگردان ژاپنی که حوزه فعالیت او ما بین سالهای ۱۹۵۰ تا ۱۹۷۰ بود. او حداقل شش فیلم دربارهٔ کارکتر زاتوایچی و شمشیرزن کور کارگردانی کرد.

## فیلم‌شناسی
- شمشیرزن جوان (۱۹۵۴)
- رقصنده و دو جنگجو (۱۹۵۵)
- اونی اسلش جوان (۱۹۵۵)
- نامه دعوا برای ۲۹ نفر (۱۹۵۷)
- هاناتارو جامون (۱۹۵۸)
- داستان ارواح کاسانکئا فوچی (۱۹۶۰) که در آمریکا به نمایش در نیامد
- زاتوایچی در جاده (۱۹۶۳)
- ماجراهای زاتوایچی (۱۹۶۵)
- دایماجین (۱۹۶۶)
- شمشیر عصایی زاتوایچی (۱۹۶۷)
- هیولا یوکای: یکصد هیولا (۱۹۶۸)
- زاتوایچی و فراری (۱۹۶۸)